# Arévalo de la Sierra
Arévalo de la Sierra è un comune spagnolo di 81 abitanti situato nella comunità autonoma di Castiglia e León.

## Località
Il comune comprende le seguenti località:
- Arévalo de la Sierra (capoluogo)
- Torrearévalo
- Ventosa de la Sierra